# Andrássy István (kuruc generális)
Csíkszentkirályi és krasznahorkai báró Andrássy István (1648 – 1720) kuruc generális. A báróságot elnyerő Andrássy Miklós, Gömör megyei főispán fia, Andrássy György (1651 – 1725)  és Andrássy Pál (1655 – 1713) kuruc generálisok és Andrássy Miklós (1757 – 1729) kuruc ezredes, ferences szerzetes, a "dervisgenerális" testvére. Az Andrássy család betléri ágának megalapítója.

## Élete
1683–1684-ben Thököly Imre udvarnoka volt, 1703-tól 1711-ig Gömör vármegye főispáni helytartói tisztségét viselte. 1703 novemberében a kurucok foglyul ejtették, és csatlakozott Rákóczihoz. 1704 januárjától ezereskapitány, egy ideig a Duna–Tisza közi hadak parancsnoka volt, majd az év nyarán Forgách Simon alá rendelve harcolt a Dunántúlon, részt vett a koroncói csatában is. 1706. március 13-án generális-főstrázsamesterré nevezték ki. Ekkor ismét a Dunántúlon viselt hadat. 1706 őszén a nyugat-dunántúli kuruc csapatok vezénylő tábornokaként neki is része volt az alvezérei (Balogh Ádám, Bezerédj Imre és mások) által november 6–7-én aratott győrvári diadalban. 1707 áprilisában erdélyi fejedelmi táblai ülnökké nevezték ki. 1710. február 13-án feladta Lőcse városát Löffelholtz császári generálisnak, egyúttal ő maga is meghódolt. 1710 áprilisában császári amnesztiában részesült.
Andrássy István báró volt a betléri kastély építője.
A Szinnyei biográfiai sorozatában (Magyar írók élete és munkái) megjelent téves adat nyomán több kézikönyvben azonosítják Andrássy Istvánt a forrásmunkák hivatkozásaiból ismert Triplex Philosophia című mű szerzőjeként. Azonban miután a munka egyik ismert említése  (Stephani Andrasi 3plex Philosophia) a sárospataki Rákóczi-könyvtár Rákóczi Zsigmond halála utáni, 1660 körüli könyvjegyzéke, és a könyv kiadását 1640-ben jelöli meg, időrendi okokból Andrássy szerzőkénti azonosítása téves.